# پرایس هیل، شهرستان فایت، ویرجینیای غربی
پرایس هیل (به انگلیسی: Price Hill) یک منطقهٔ مسکونی در ایالات متحده آمریکا است که در ویرجینیای غربی واقع شده‌است. پرایس هیل ۶۲۹٫۱۱ متر بالاتر از سطح دریا واقع شده‌است.